# Marek Szerszynski
Marek Szerszynski (Gruczno, 8 oktober 1960) is een Pools voormalig professioneel wielrenner. Hij reed voor onder meer Lampre.
Hij werd in 1990 tweede op het Poolse kampioenschap op de weg bij de Elite.

## Belangrijkste overwinningen
1986
- 5e etappe Ronde van de Sarthe

## Resultaten in voornaamste wedstrijden
| Jaar | Ronde van Italië | Ronde van Frankrijk | Ronde van Spanje |
| ---- | ---------------- | ------------------- | ---------------- |
| 1990 |                  |                     |                  |
| 1991 | 48e              |                     |                  |
| 1992 | 60e              |                     |                  |
| 1993 |                  | opgave              | 83e              |

| Jaar | Milaan-San Remo | Gent-Wevelgem | Ronde van Lombardije |
| ---- | --------------- | ------------- | -------------------- |
| 1990 |                 | 120e          | 18e                  |
| 1991 | 44e             |               | 73e                  |
| 1992 | 113e            |               | 50e                  |
| 1993 |                 |               |                      |